# Pustomyty
Pustomyty (in ucraino Пустомити?) è una città dell'Ucraina (9 372 abitanti) situata nel distretto di Leopoli, nell'oblast' di Leopoli. Ospita l'amministrazione della comunità territoriale di Pustomyty, una delle comunità territoriali dell'Ucraina.
Fino al 18 luglio 2020 Pustomyty è stata il centro amministrativo del distretto di Pustomyty, abolito come parte della riforma amministrativa dell'Ucraina, che ha ridotto a sette il numero dei distretti dell'oblast' di Leopoli. L'area del distretto di Pustomyty è stata trasferita al distretto di Leopoli.